# Opelbob
Der Opelbob (Deckname: LP 13, von der Presse auch Wunderbob genannt) war ein von der Firma Opel für die bundesdeutsche Olympiamannschaft 1980 entwickelter Zweier- und Viererbob. Einige seiner Neuerungen werden bis heute beim Bau von Hochleistungsbobs verwendet.
Der Zweier- und Viererbob wurde von Opel für die Olympischen Winterspiele 1980 in Lake Placid für über eine Million DM entwickelt und konnte nur ungenügend getestet werden. Schon im Vorfeld gab es in der Presse Stimmen, die die Neuentwicklung enthusiastisch feierten, galt es doch, die damals dominanten DDR-Bobteams zu überwinden.
Technische Innovationen waren die einzeln und federnd aufgehängte Kufen und eine im Windkanal gestaltete neuartige Frontpartie. Außerdem besaß der Bob einen Heckspoiler, der sich mit Pressluft aufblasen ließ, wenn der letzte Anschieber aufgesprungen war. Wenn es gelang, den Opelbob in der Ideallinie zu Tal zu bringen, war er um gut eine Sekunde schneller als herkömmliche Schlitten. Sein aerodynamischer cW-Wert lag mit 0,19 weit unter dem herkömmlicher Schlitten (cW-Wert 0,39).
Fahrer war zunächst Stefan Gaisreiter, der nach zwei Stürzen allerdings aufgab und erklärte: „Mit diesem Flitzer fahr ich nie mehr“. Auch der später in Lake Placid im Viererbob antretende Georg Großmann hatte anfangs abgelehnt, da er die Verantwortung für seine drei Mitfahrer trage und diese nicht gefährden wolle.
Sieger bei den Olympischen Spielen waren dann doch die Teams aus der DDR und der Schweiz, die westdeutschen Mannschaften kamen nicht unter die ersten Sechs. „Gutes Material siegt nicht ohne eine gute Mannschaft“, triumphierte die DDR-Sportzeitung „Sportecho“.
Ein Opelbob steht im „Autohaus Waltershausen“ in Thüringen. Ein ehemaliger Rodelsportler der DDR hat ihn restauriert und als dauerhaftes Ausstellungsstück im Verkaufsraum platziert.
2015 nahm ein Team beim Europapokal der Senioren in Innsbruck mit dem Opelbob teil.